# Lauren Tsai
Lauren Tsai (Massachusetts, 11 febbraio 1998) è un'attrice, modella e illustratrice statunitense.

## Filmografia

### Cinema
- Girl Power - La rivoluzione comincia a scuola (Moxie), regia di Amy Poehler (2021)

### Televisione
- Terrace House: Aloha State – reality show (2016–17)
- Legion – serie TV (2019)
- Game Of Spy – serie TV (2022)

### Videogiochi
- Death Stranding 2: On the Beach (2025)

## Carriera come illustratrice
Nel 2018 ha illustrato una variant cover per il numero 1 di West Coast Avengers, pubblicato dalla Marvel Comics. Nel 2019 ha illustrato un'altra variant per la Marvel, la copertina del numero 1 di Captain Marvel.